# Рифска война
Рифската война (на испански: Guerra del Rif; на арабски: حروب الريف) е въоръжен конфликт, воден от 1911 до 1927 г. между Испания (към която по-късно се присъединява Франция) и берберските племена в планинския район Риф в Мароко. Предвождани от Абд ел-Крим, рифците първоначално нанасят тежки поражения на испанските сили чрез партизански тактики и плячкосват европейски оръжия. След като във войната се намесва Франция, а голяма испанска войска прави морски десант при Хосейма (считан за първия десант в историята, включващ танкове и самолети), Абд ел-Крим се предава на французите и е изпратен в изгнание.
През юли 1909 г. испански строителни работници, работещи по железопътен мост към железните мини до Мелиля, са нападнати от местното рифско население. Този инцидент кара Испания да изпрати подкрепления. Поредица от схватки през следващите седмици струва на Испания няколко хиляди жертви. Към септември испанската армия вече е мобилизирала 40 000 войници в северната част на Мароко и е окупирала племенните региони на юг и югоизток от Мелиля.
Военните действия в западните части на страната започват през 1911 г. с десант при Лараш. Испания се опитва да омиротвори голяма част от по-бойните райони до 1914 г. – бавен процес на консолидиране на границите, продължил до 1919 г. заради Първата световна война. След като през 1912 г. е подписан Феския договор, северните марокански райони са отсъдени за протекторати на Испания. Рифското население се противопоставя силно на испанската власт, влизайки в конфликт, продължил много години. През 1921 г. испанските войски претърпяват катастрофално поражение при Ануал и са изправени пред бунт, предвождан от Абд ел-Крим. Това кара испанците да отстъпят към по-укрепени позиции, докато Абд ел-Крим създава нова независима държава – Рифската република. Развитието на конфликта и краят му съвпадат с диктатурата на Мигел Примо де Ривера, който поема командването на кампанията от 1924 до 1927 г. След битката при Уарга през 1925 г., Франция се намесва в конфликта и започва сътрудничество с Испания, кулминирало с десант при Хосейма, който се оказва повратна точка във войната. Към 1926 г. областта е омиротворена. Абд ел-Крим се предава през юли 1927 г., а испанците възстановяват предишните си загубени територии.
Рифската война се счита за противоречива от много от съвременните историци. Някои я считат за предвестник на процеса по деколонизация в Северна Африка, докато други я считат за една от последните колониални войни. Войната оставя дълбок отпечатък както в Испания, така и в Мароко. Бунтовете в Риф през 1920-те години понякога се разглеждат като предшественик на по-късната борба за независимост на Мароко през 1950-те години.

## Контекст
Установяването на френски протекторат в Мароко през март 1912 г. е следствие от свиването на мароканската държавност след векове европейска намеса в мароканските дела. През ноември 1912 г., след настояване от британска страна за създаване на буферна държава между Френска Северна Африка и британската стратегическа база Гибралтар, французите отдават 20 000 km2 от територията на протектората по средиземноморския бряг на Испания. Въпросната територия граничи със съседните многогодишни испански анклави Мелиля и Сеута. Тя отразява желанието на Испания да възстанови колониалното си присъствие след унизителната загуба в Испано-американската война от 1898 г.
За нещастие на Испания, голяма част от протектората са недостъпни блата или труднопроходим планински терен, населявани от няколко берберски племена, познати по общото наименование Риф. Макар тези групи номинално да са подчинени на властта на мароканския султан, повечето от тях са запазили значително местно самоуправление и напълно отхвърлят властта на християнските испанци. Испанското правителство предава администрацията и „омиротворяването“ на протектората на испанската армия. Не е ясно, обаче, дали тя разполага с ресурсите, лидерството, подготвеността и морала да управлява протектората ефективно. Действително, след шест години на военни усилия, около 3/4 от протектората все още не са усвоени от испанската власт.
Разочаровано от ситуацията, през 1919 г. правителството на Испания упълномощава генерал Дамасо Беренгер да засили усилията на армията и да подчини по-голямата част от протектората под испанска власт. Беренгер, който се намира в столицата на протектората Тетуан, е подпомаган от по-агресивния си подчинен на изток – генерал Мануел Фернандес Силвестре. Основният фокус на Беренгер е да се правят предпазливи настъпления към планинския района Йебала и да се окупира свещения град Шефшауен. Главна цел на Силвестре е да подсигури стратегическия залив на Хосейма възможно най-бързо и да подчини Бени Уриагел – най-значителната, войнствена и независима група в Риф.
Фамилията на Абд ел-Крим е една от най-властните в Бени Уриагел. Тя си сътрудничи в продължение на много години с испанските власти в Мелиля. Тази връзка е прекъсната внезапно през 1919 г., когато племето научава за испанските планове да окупират и подчинят земите им. След смъртта на баща си през 1920 г., Мухамад Абд ел-Крим, който разполага със завидни лидерски и организационни умения, заедно с други членове на фамилията, започва да обединява своето и съседните племена срещу испанската заплаха.

## Военни действия
Резултатът от създалото се напрежение е поредица от партизански нападения, извършени от силите на Абд ел-Крим срещу испанските укрепления през юни-юли 1921 г., които кулминират с недообмисленото решение на Силвестре да изостави предния пост при Ануал на 22 юли 1921 г. Бързото евакуирано всява паника сред испанските войски, които изоставят Ануал. Това вдъхновява рифските сили, които се намират зад испанските фронтови линии, и Абд ел-Крим изтласква испанските войски обратно към Мелиля. Само за няколко седмици Испания губи всичките си териториални придобивки от 1909 г. насам и понася между 8 и 10 хиляди жертви, сред които е и генерал Силвестре, който се самоубива в суматохата при Ануал. Това е несъмнено най-голямата военна катастрофа на колониална сила след италианския разгром в Първата италианско-етиопска война от 1896 г.
Първоначалната реакция в Испания е отричане, последвано от възмущение. Въпросът за политическите и военните отговорности заедно с разгрома стават лайтмотив в испанската политика през следващите години. Комисия, оглавявана от генерал Хуан Пикасо Гонзалес, е съставена през август 1921 г. с целта да проучи причините за разгрома и да търси военната отговорност за него. Съставеният от нея доклад е укоряващ. Той подчертава слабото военно ръководство, слабия морал на войските, слабата им подготовка, проблематичната логистика на предните линии, калпавото оборудване и цялостно жалкото състояние на колониалната армия на Испания.
Отговорът в Риф е такъв на изненада и възгордяване. Той е последван от усилия за разширяване на бунта към останалите части на областта, а и отвъд нея. Това, обаче, не се случва веднага, тъй като получаването на подкрепа от другите племенни групи и религиозни елити се оказва не винаги лека задача за Абд ел-Крим. Той често трябва да комбинира заплахата или употребата на сила с молбите към религиозните и ксенофобските настроения. Междувременно, испанската армия се прегрупира на източния фронт, приготвяйки се да си върне загубените територии. Все пак, испанските усилия са сериозно ограничавани от противоречивата правителствена политика и липсата на обществена подкрепа за станалата вече непопулярна колониална война. Въпреки постоянната съпротива от страна на Абд ел-Крим и провъзгласяването на независимостта на Рифската република през 1921 г., ситуацията остава патова.
Това положение продължава до септември 1924 г., когато испанското правителство под ръководството на дошлия на власт диктатор Мигел Примо де Ривера решава да мобилизира хиляди войници от множеството изолирани позиции в западната част на протектората към укрепената линия на 10 km южно от Тетуан. Масовата евакуация струва поне 2000 испански жертви и предизвиква голямо недоволство сред командването на испанската колониална армия. Евакуацията отразява и всеобщата умора от войната сред испанското население и води до осъзнаването, че конфликтът струва на испанската хазна повече, отколкото може тя да си позволи.
Силите на Абд ел-Крим се придвижват бързо, запълвайки териториалния вакуум, създаден от евакуацията. Към началото на 1925 г. Абд ел-Крим достига върха на силата и влиянието си, контролирайки около 3/4 от протектората. В хода на този процес той замества йерархичното общество с централизирана бюрокрация, въоръжена сила, мюсюлмански правен кодекс, международни търговски споразумения и зараждаща се мрежа от пътища и телекомуникации.

## Ескалация
Следващата стъпка на Абд ел-Крим е да прекоси границата на френските владения в протектората. Северните групировки и градове в протектората предоставят хранителни стоки на бунта му, а опитите на френския генерал Юбер Лиоте да ограничи тези ресурси обезпокояват Абд ел-Крим. Така, на 12 април 1925 г. Абд ел-Крим изпраща войски срещу френския протекторат. Хващайки французите неподготвени, рифските бойци завземат няколко от фронтовите им позиции. Французите понасят 6000 жертви, а важните градски центрове Фес и Таза са застрашени.
Въпреки тежката ситуация, Лиоте се обявява срещу сътрудничеството с испанците – позиция, за която се е застъпил още от началото на военните действия. Френското главно командване, опасявайки се от последващи бунтове, освобождава Лиоте от поста на началник на френските сили в Мароко през септември 1925 г. Той е заменен от Филип Петен (герой от Първата световна война и по-късно ръководител на режима Виши). Предвождани от Петен, французите отхвърлят тънката политика на Лиоте, включваща добре преценени военни ходове, политическа подготовка и косвен съвместен контрол с Испания. В периода 17 – 25 юни 1925 г. френски и испански делегации се срещат в Мадрид за да договорят поредица от споразумения, които въвличат и двете страни във военен пакт срещу Рифската република.
Координирането на френските и испанските сили в края на лятото на 1925 г. води до морски десант, включващ над 18 000 испански войници западно от Хосейма на 8 септември 1925 г. и едновременно нахлуване на 20 000 френски войници северно от протектората им. Силите на Абд ел-Крим, които наброяват между 9000 и 13 000 души, не могат да се противопоставят на комбинирана мощ на двете европейски държави. На 2 октомври 1925 г. испански части окупират базата на Абд ел-Крим в Адждир, а между октомври 1925 г. и март 1926 г. те поемат контрол над повечето територии в протектората си.
През март 1926 г. Абд ел-Крим поисква да преговаря с испанците и французите. Преговорите започва през април, но скоро се провалят и европейските сили бързо подновяват офанзивата си на 8 май 1926 г. Конфликтът приключва скоро след това. На 27 май 1926 г. Абд ел-Крим се предава на французите, които обещават на него и семейството му защита в замяна на незабавното освобождаване на всички испански и френски военнопленници и безусловната капитулация на рифските войски. Впоследствие, Абд ел-Крим и фамилията му са изпратени в изгнание на остров Реюнион, където остават през следващите 21 години. На испанците им отнема още една година да се справят с останалите джобове на съпротива в протектората си. През юли 1927 г. Испанско Мароко е официално обявено за омиротворено.

## Последици
Според официалните фигури на Испания, публикувани в края на 1920-те години, испанските загуби са около 43 000 загинали, ранени или изчезнали. Испанските разходи по войната са оценени на 3,2 милиарда песети – гигантска сума, имайки предвид размера на испанската икономика по това време. Френските жертви са по-малко, но също осезаеми с 18 000 загинали, ранени или изчезнали. Изчисляването на рифските загуби е трудна задача. Според една оценка, жертвите им наброяват 30 000 души, от които 10 000 убити. Много от тях са цивилни жертви на глада, испанския гняв и употребата на въздушни бомбардировки както с конвенционални, така и с газови бомби. Значението на Рифската война и движението на Абд ел-Крим все още е обект на дискусии, особено по отношение дали то е представлявало съвременен бунт срещу нежеланата колониална администрация или традиционен джихад в защита на исляма и локализираната берберска независимост.